# Tage Oscarsson
Tage Oscarsson, född 12 augusti 1931 i Torsås församling, Kalmar län, död 2 november 2016, var en svensk tidningsman.
Oscarsson studerade vid Ölands folkhögskola 1950–1951, vid Jordbrukets föreningsskola 1961–1962 och var ombudsman i Norra Kalmar läns distrikt av Svenska Landsbygdens Ungdomsförbund 1952–56. Han var journalist på Vimmerby Tidning 1956–1957, ombudsman i Norra Kalmar läns distrikt av Centerpartiet 1957–1963, journalist på Kalmar läns tidning 1963–1967 och på Norra Skåne 1967–1970. 
Oscarsson började på Skånska Dagbladet 1970, där han blev politisk redaktör 1971, andreredaktör 1972, var chefredaktör 1974–1985 samt politisk chefredaktör och chef för samhällsredaktionen från 1986. Han var ledamot av byggnadsnämnden i Malmö 1971–1976 och 1986–1988 (vice ordförande 1974–1976) och var även ordförande i Centerns pressförening, ledamot av Centerns partistyrelse och styrelseledamot i södra kretsen av Tidningsutgivarna.